# Lunca Târnavei
Lunca Târnavei – wieś w Rumunii, w okręgu Alba, w gminie Șona. W 2011 roku liczyła 407 mieszkańców.